# بویاکا (بویاکا)
بویاکا (انگلیسی: Boyacá, Boyacá) نام یک منطقه مسکونی در کلمبیا است.